# Renault Clio
A Renault Clio (vagy Thalia más piaconkon) egy kiskategóriás személyautó, melyet a francia Renault cég gyárt. Elsőként 1990-ben mutatták be, jelenleg a 2019 -ben megjelent ötödik generációnál tart a modell. A Clio jelentős sikereket ért el, hiszen bemutatása óta a legeladottabb európai modellek egyikévé vált, és nagyban hozzájárult a Renault hírnevének helyreállításához az 1980-as évek második felének nehéz idői után. A Clio az egyike annak a két autónak, amit kétszer választottak az Év Autójának 1991-ben és 2006-ban (a másik autó a Volkswagen Golf volt).
A Clio-t Japánban Renault Lutecia (ルノー ルーテシア; Hepburn: Runō Rūteshia) néven értékesítették, mert a Honda birtokolja a CLIO (egyike a Honda eladási hálózatainak Japánban Honda Clio néven) névhasználat jogait.

## Clio I (1990–1998)

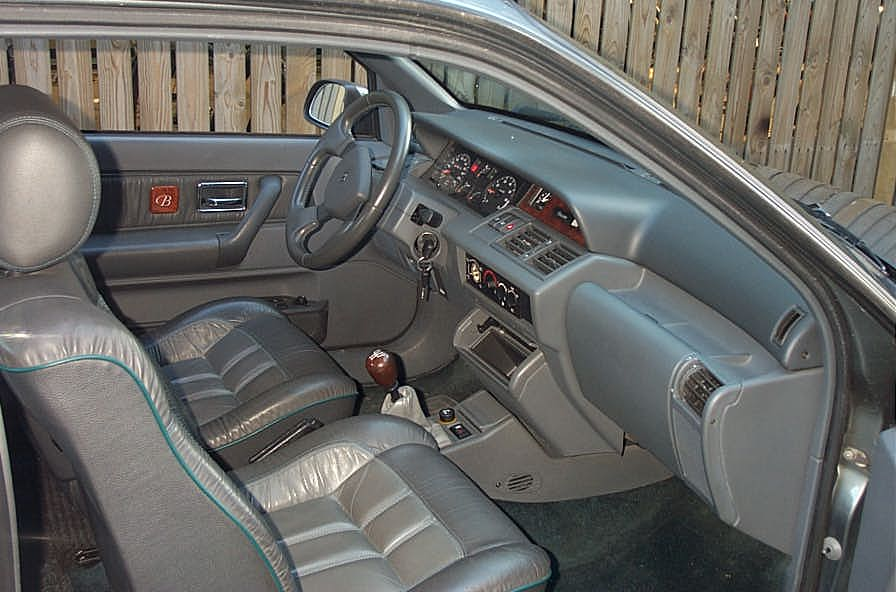
Clio Baccara belseje

A Clio az 1990 júniusában megrendezett Paris Motor Show-n került bemutatásra, majd ezt követően Franciaországban és Európa nagy részén megkezdődött az értékesítés, habár Angliában egészen 1991 márciusáig nem indulhatott meg az eladás. A Clio javarészt leváltotta a kiöregedő Renault 5-öst (amit Szlovéniában egészen 1996-ig gyártottak, mint olcsó alternatíva). A Clio felfüggesztése és padlólemeze nagyban hasonlít az 5-ösére. Az induláskor elérhető motorválaszték tartalmazta az 1.2 L és 1.4 L E-type "Energy" benzines, soros négyhengeres (először az R19-ben jelent meg), valamint 1.7 L és 1.9 L dízel (mindkettő F-type alapokon nyugszik) motorokat. A karburátoros benzinmotorokat fokozatosan injektoros társaik váltották fel a gyártásban, hogy megfeleljenek az egyre szigorúbb károsanyag-kibocsátási előírásoknak.

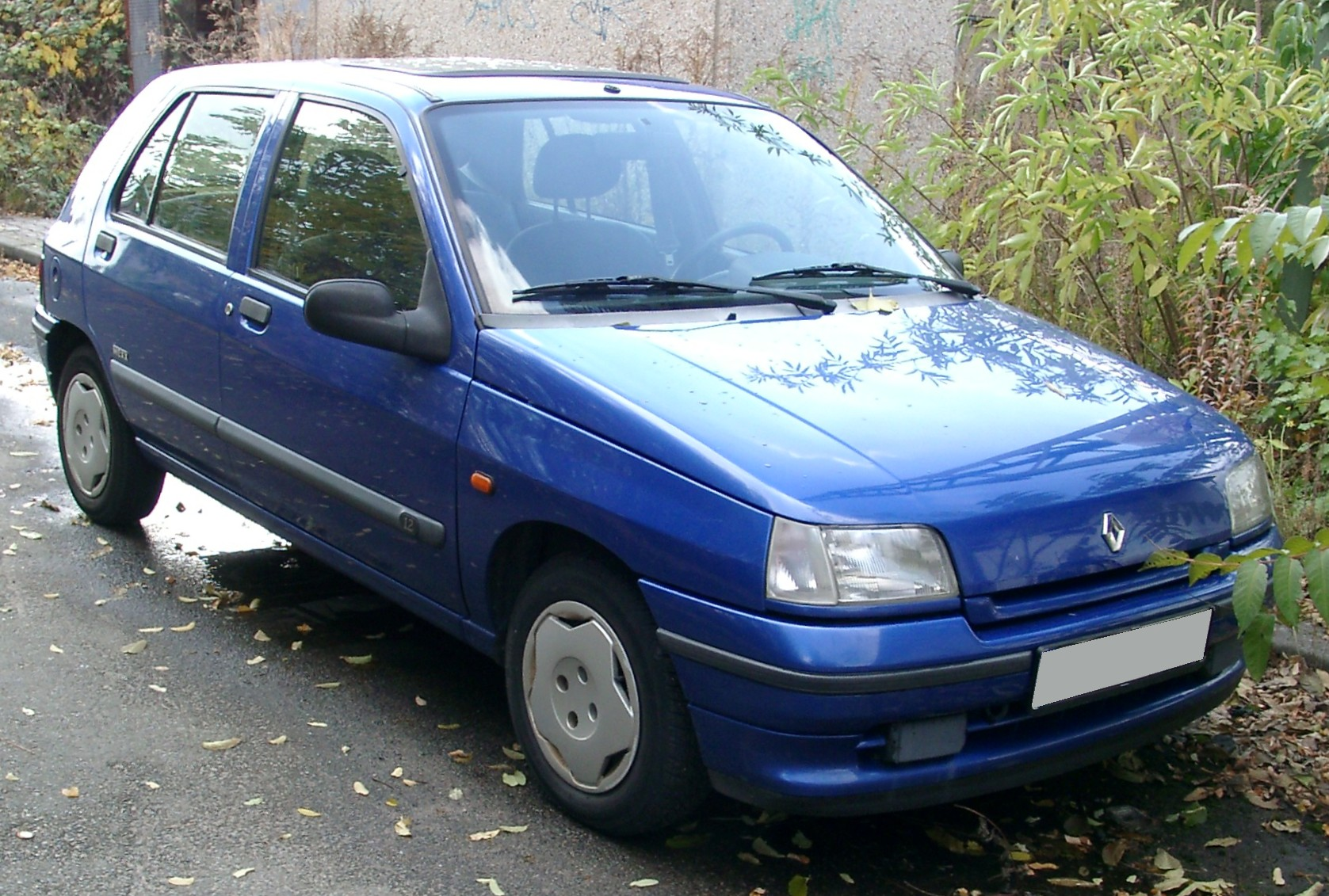
Clio Phase 2 (1994–96)

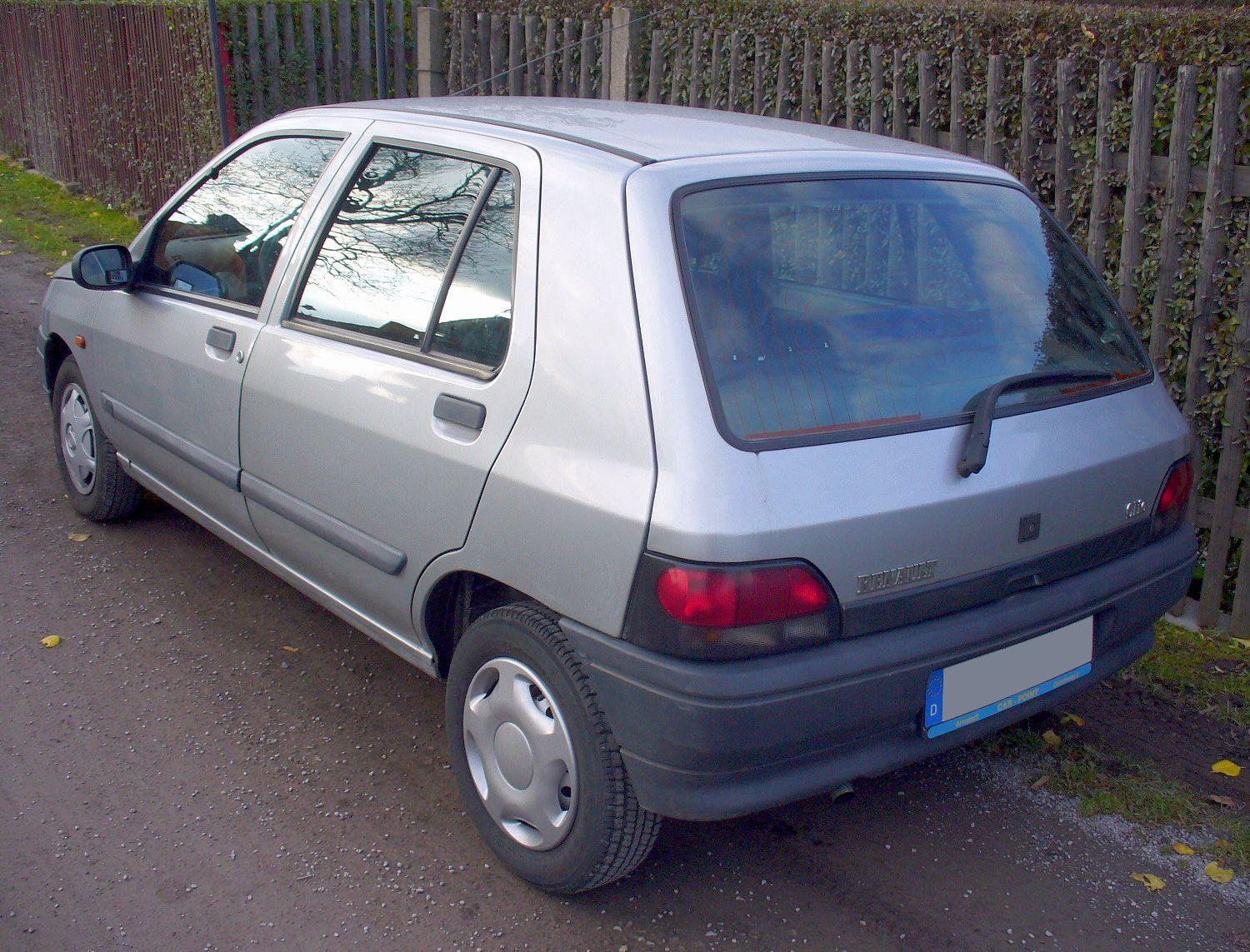
Hátulnézet

Egy kisebb ráncfelvarrásra már az eladás kezdete utáni évben sor került. A változások csak az új "letisztult" Renault emblémát (a régi "csíkos" verziót fokozatosan kivonták ebben az időben), valamint egy új megjelenésű első üléspárt jelentettek. A változások nem jelentettek új "fázist", élve az eredeti szóhasználattal. 1994-ben mutatták be a "Phase 2" modellt, kisebb külső-belső újításokkal. A legszembetűnőbb az első hűtőrács átalakítása volt. Emellett az ajtóvédő csíkok nagyobbá és lekerekítetté váltak, és az autó felszereltségi szintjét jelző embléma az ajtóvédő csíkokra került át. Az autó márka- és modelljelzése a csomagtartón lévő díszlécről a csomagtartóra költözött fel, és a díszléc szénszálas megjelenést kapott. A hátsó lámpatestek lekerekített "buborék" formájukkal modernebb megjelenést kölcsönöztek a megújuló Clio-nak. A lámpatestek egyébként fizikailag kompatibilisek a "Phase 1" lámpákkal.
1996-ban a ráncfelvarrott "Phase 3" Clio érkezésével az 1.2 L Energy motort az 1,149 cc D7F MPi (Multi Point Injection) DiET motor váltotta fel, amit először a Renault Twingo-ban láthattunk.

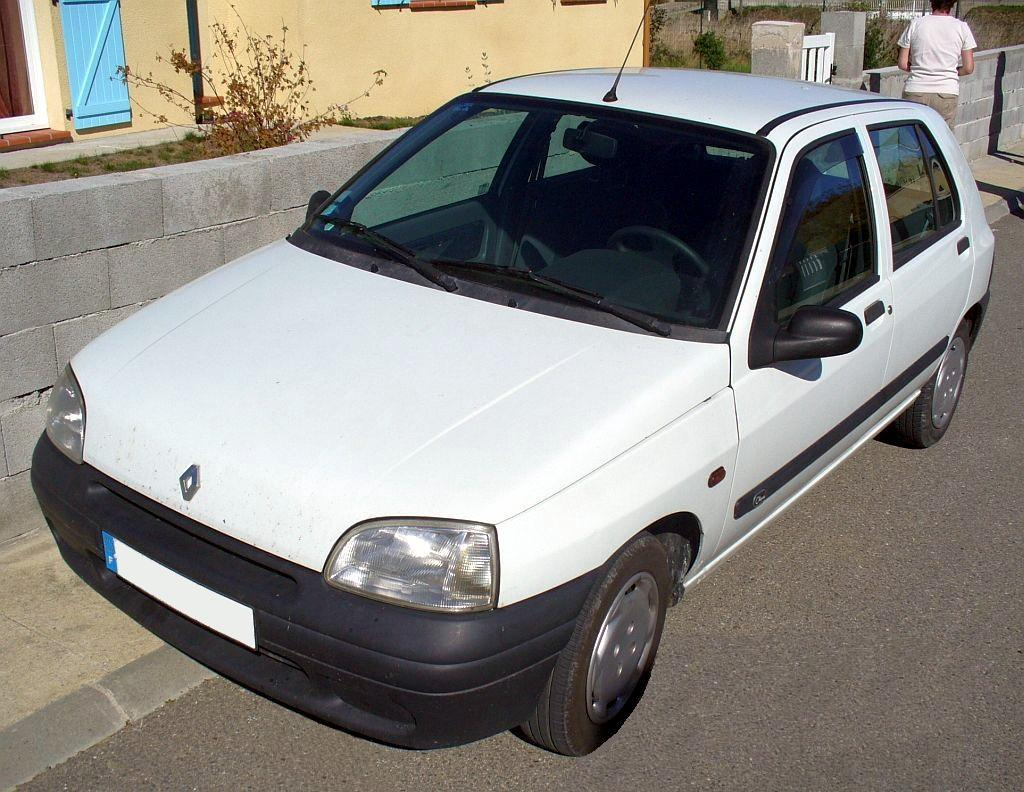
Phase 3 Clio (1996–98)

A "Phase 3" Clio-k sokkal feltűnőbb változáson estek át, mint a "Phase 2" modellek. Egyedi, sokkal lekerekítettebb fényszórókat kapott a modellfrissített változat, melyben a fényszórókkal közös házban találhatók az irányjelzők is. A motorháztető a fényszórók környékén ezáltal szintén lekerekítettebbé vált. A csomagtartón megjelent egy harmadik féklámpa, illetve új betűtípust kapott a Clio felirat is, követve a többi Renault modell változásait.
A Renault az 1993-as modellévben mutatta be a Clio egy új változatát. Megjelenése nagyon hasonló volt, de a megszokott forma kiegészült egy 110 lóerős 1.8 L-es nyolc szelepes motorral, küszöbspoilerekkel és tárcsafékekkel az összes keréken. Ez a többpontú üzemanyag-befecskendezéssel rendelkező modellváltozat kapta az RSi jelzést. 1991-től egy egy gyengébb verziója ennek az 1.8 literes motornak (egypontos befecskendezéssel) felváltotta a korábban alkalmazott 1.7 literes motort az igen jól felszerelt "Baccara" verzióban, melyet a kontinentális Európa piacain forgalmaztak. Ezen a viszonylag erős motoron kívül a Baccara belső terében bőrülések és fabetétek, valamint elektromos ablakok, zárak stb. találhatók. 1997-ben igazodva a többi Renault modellhez a Baccara nevet felváltotta az "Initiale", mely főként a kerekek kinézetében tért el a Baccarától.
1991-ben, egy 1.8 L-es 16 szelepes motor (137 LE) (melyet szintén az R19-ben láthattunk először) került be a Clio motorválasztékába, mely az autót 209 km/h sebesség elérésére tette alkalmassá. Franciaországban mint Clio 16S (S, mint "soupapes", azaz szelepek), az export példányok pedig mint Clio 16V váltak ismertté. Amellett, hogy gyorsabb, mint a normál Cliók, a 16 szelepes verzió szélesebb első sárvédőkkel, motorháztetején szellőzőkkel, szélesebb hátsó ívekkel, megújult felfüggesztésekkel és fékekkel, valamint színrefújt tükrökkel és lökhárítókkal rendelkezik. Emellett szélesebb műszerfalat találunk benne, amely olajnyomás-, olajhőmérséklet, illetve olajszintmérő műszereknek (melyek csak a motor indításakor jeleznek) ad otthont.
A Clio-t 1991-ben az Év Autójának választották és hamarosan Európa egyik legeladottabb autójává vált, valamint az Egyesült Királyságban az első Renault modell volt, ami bekerült a 10 bestseller modell közé.
1991-től 1993-ig a felszereltségi szintek minden európai országban megegyeztek, 1993-tól kezdve azonban igazodva a különböző piacokhoz, többféle variáció és limitált széria látott napvilágot. Az autót Japánban Renault Lutecia (Párizs latin neve) néven forgalmazták, mert a Clio nevet a Honda használta egyik eladási hálózatának megnevezéseként.

## Clio II (1998–2008)

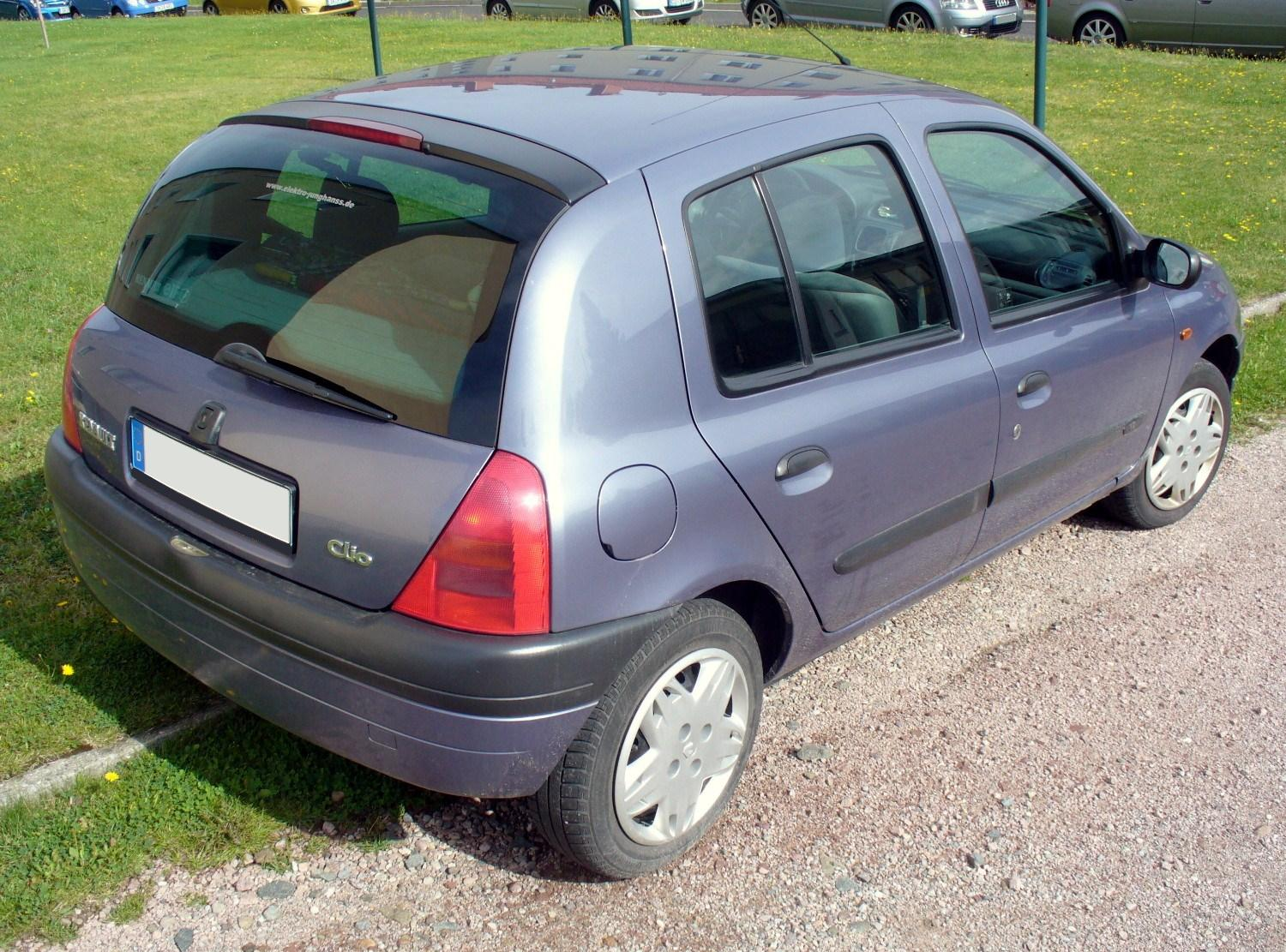
Hátulnézet

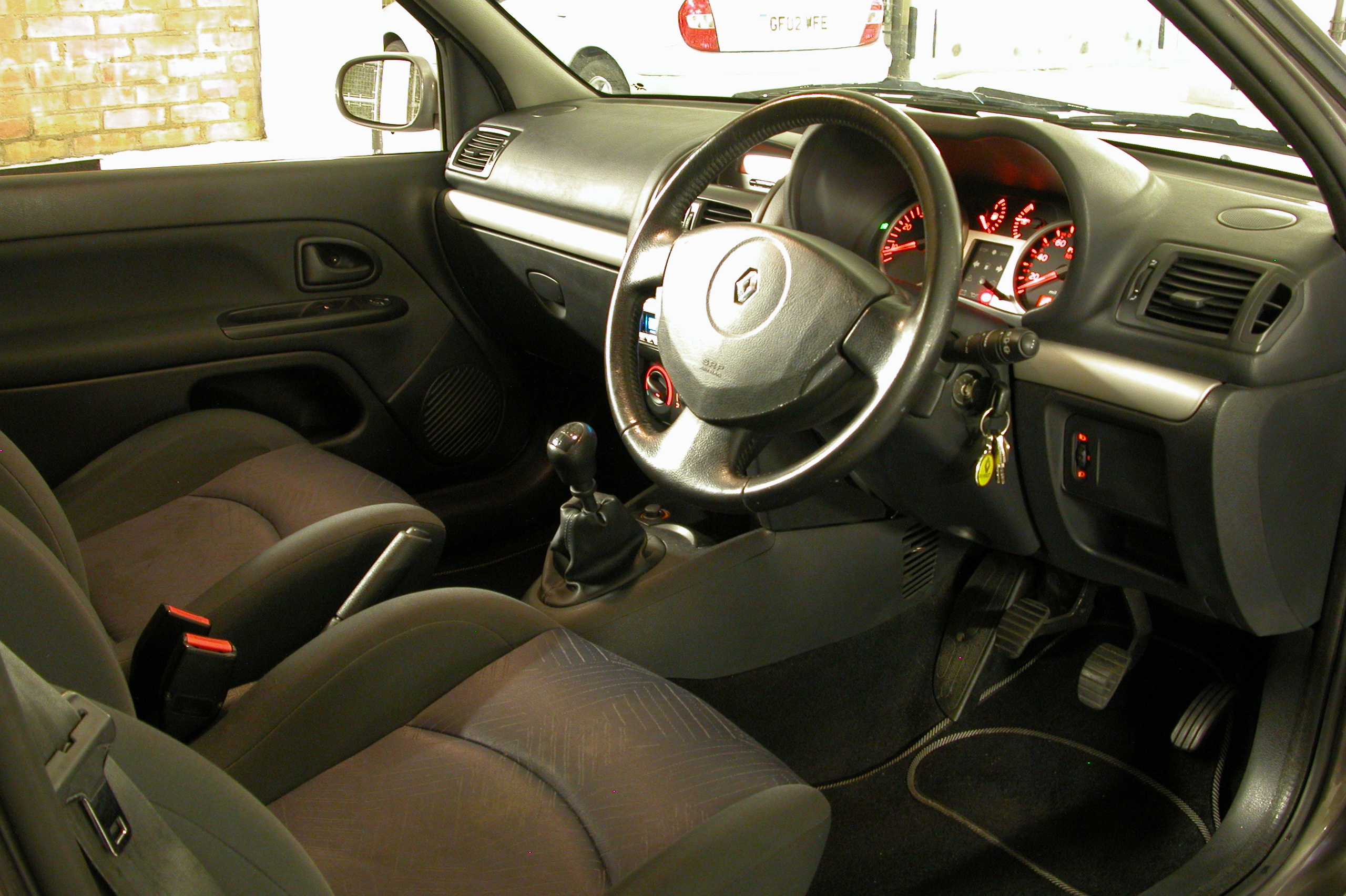
A ráncfelvarrott Clio II belseje

A második generációs Clio 1998 tavaszán került bemutatásra, és elődjénél jóval kerekebb megjelenésével kevesebb, mint 8000 €-ért kínálták. A radikális koncepció részekén az új Clio több része is szokatlan anyagokból készült csökkentve az össztömeget és a javítási költségeket egyaránt. Így például az első sárvédők műanyagból készültek, a motorháztető anyaga pedig alumíniumötvözet. Eredetileg a motorválaszték hasonló volt, mint azelőtt: 1.2 literes, 1.4 literes és 1.6 literes benzinmotorok és egy 1.9 literes dízelmotor.
A 2000-es évek elején bemutatásra került egy sportos, 1.6 literes 16 szelepes motorral szerelt verzió, és ezzel egyidőben a régebbi benzinmotorok mind frissítve lettek az erősebb és gazdaságosabb 16 szelepes változatokra.

### Ráncfelvarrás

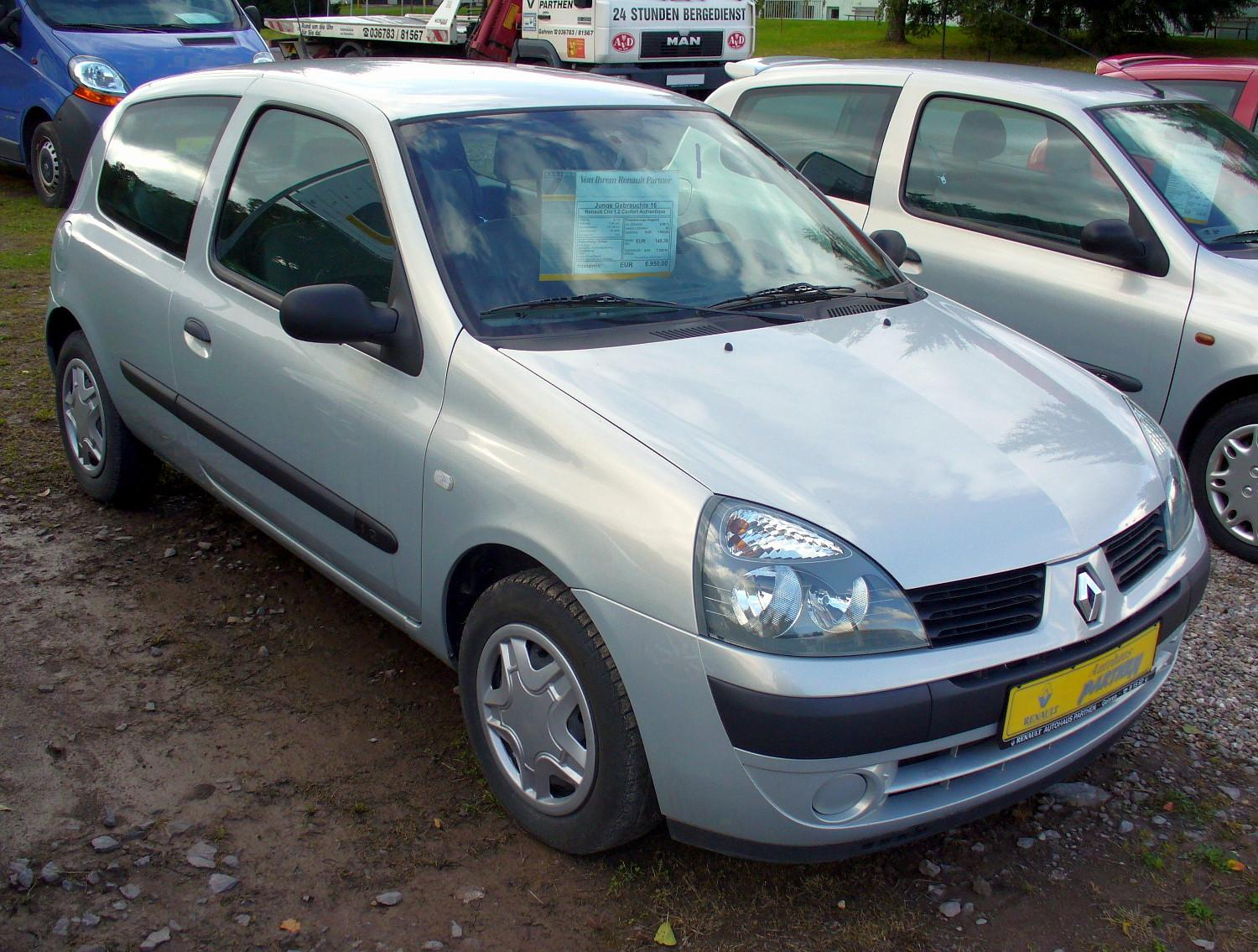
Renault Clio II megújult külsővel

Az első jelentős ráncfelvarrásra 2001 tavaszán került sor, amely látványos külső áttervezést (a legszembetűnőbb a fényszórók szögletesebbé válása), és a belső tér minőségjavulását hozta, valamint a motorpaletta kibővült egy 1.5 literes dízelmotorral.
2004-ben a "Phase 3" megjelenésével a cég apró változtatásokkal igyekezett naprakészen tartani a modellt. Az első lökhárító alsó hűtőrácsa szélesebbé vált, és a ködlámpák kidomborultak a lökhárító síkjából. A felső hűtőrács is megváltozott, valamint a fényszórók eddigi fekete keretét szürkére változtatták.

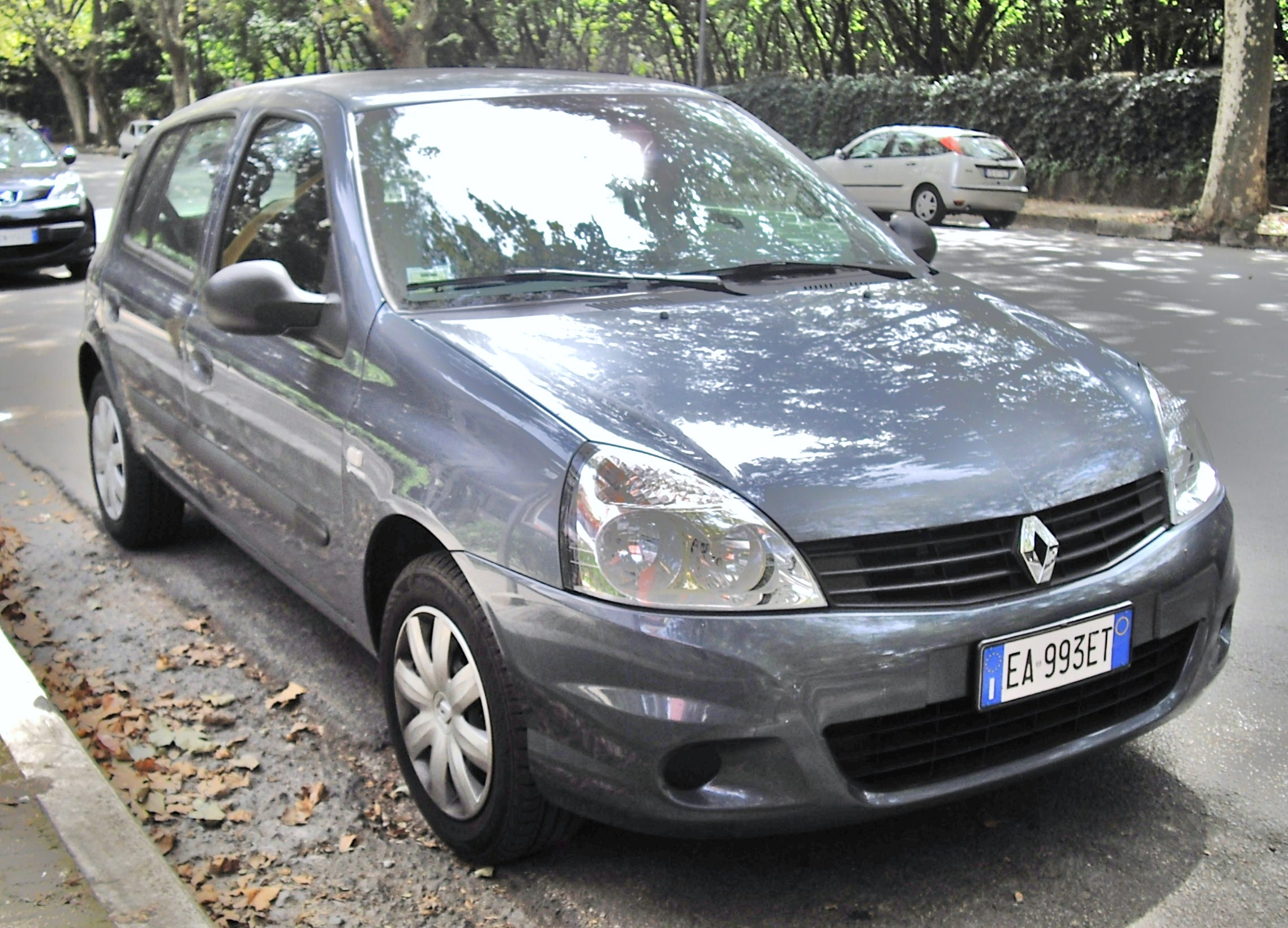
"Phase 5 Clio II, Clio Campus néven értékesítették 2006 és 2012 között.

Belül az ülések mintázata leegyszerűsödött és a számlapokról eltűntek a vízhőmérséklet és üzemanyagszint-jelző műszerek, helyettük egy nagyobb kijelző kapott helyet, melyen ezen műszerek digitális változata vált elérhetővé a fedélzeti számítógép részeként.

## Clio III (2005–2012)

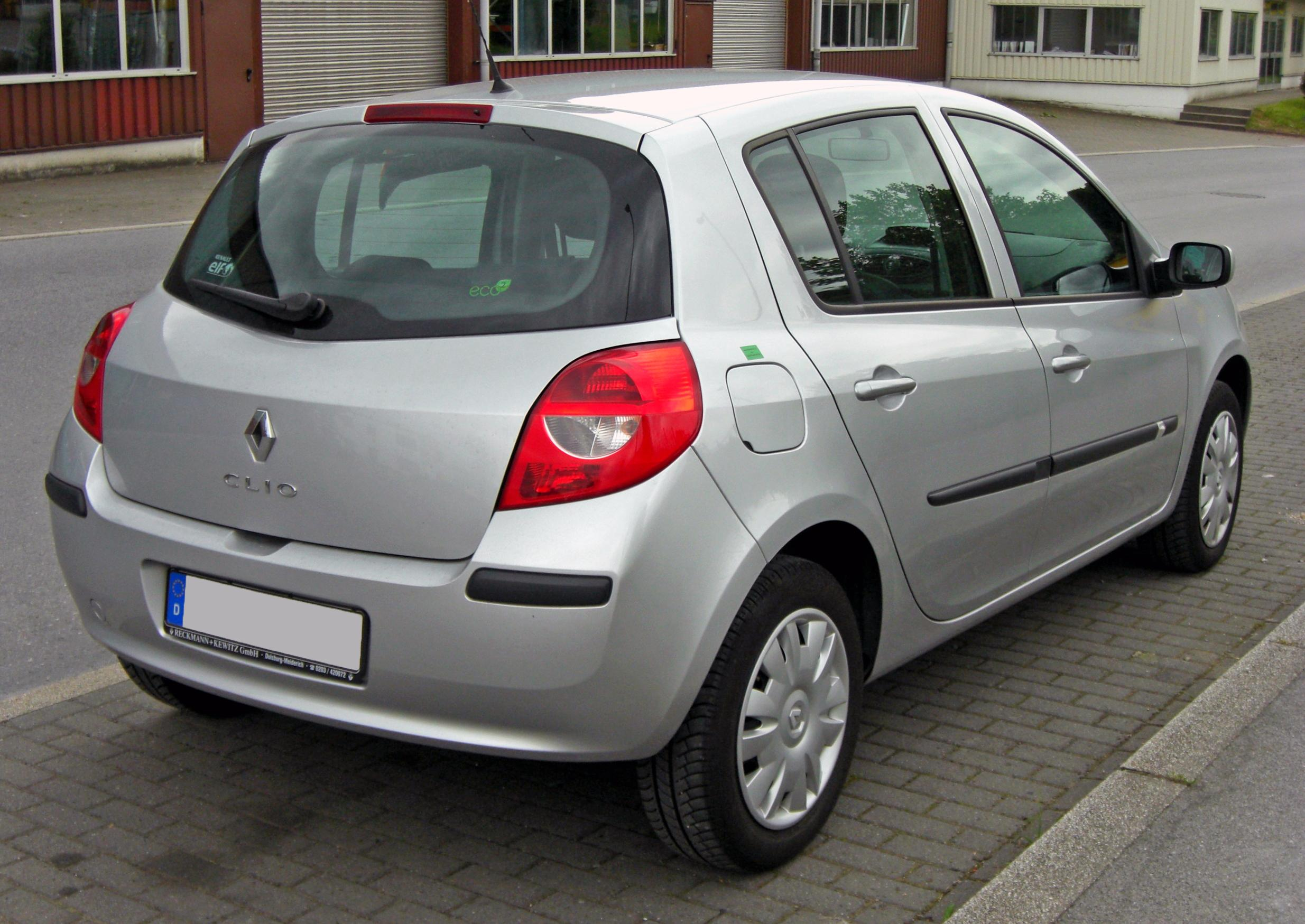
Hátulnézet

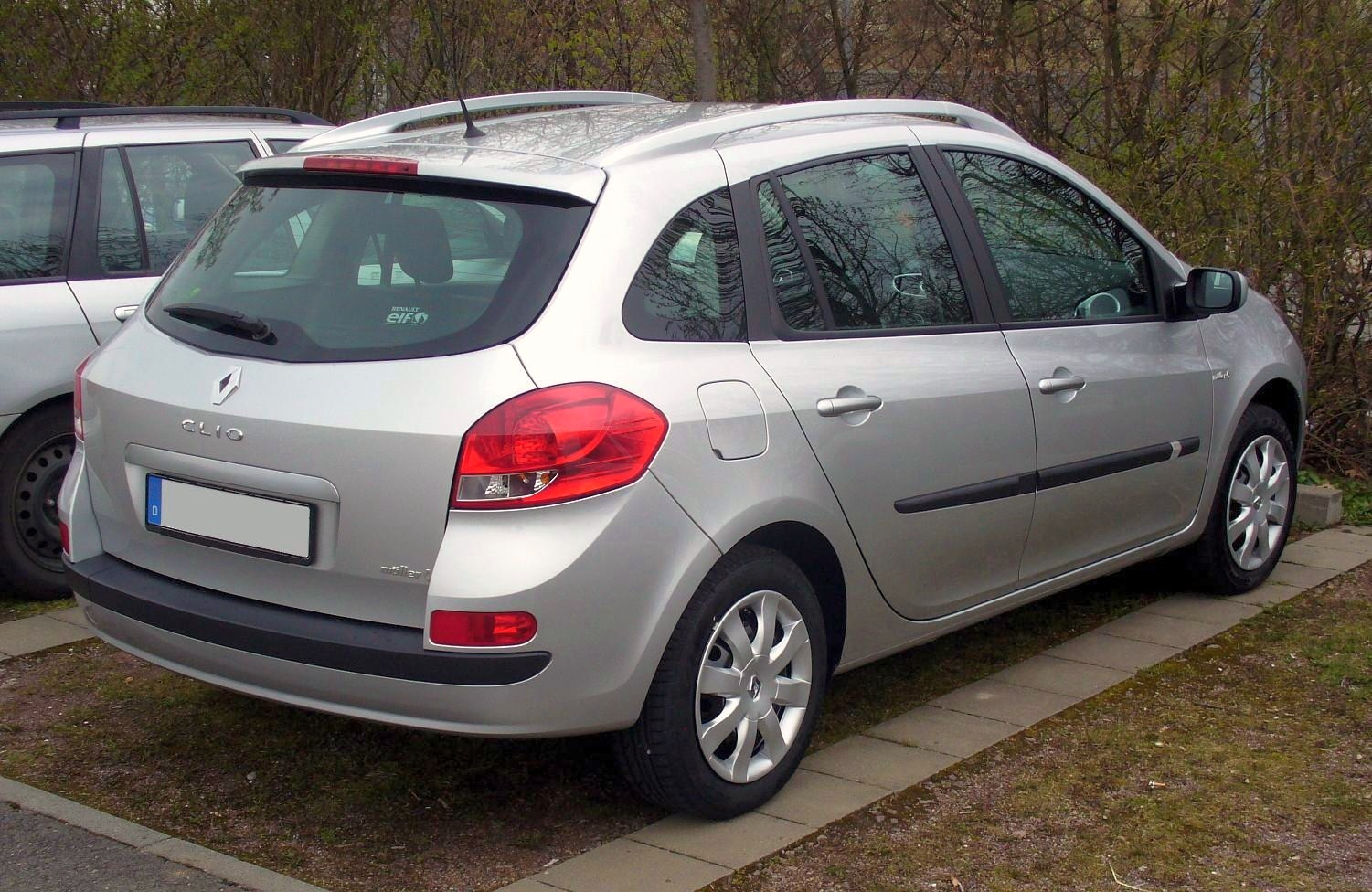
Clio III "Estate"

A harmadik generációs Clio 2005-ben a Frankfurt Motor Show-n került bemutatásra.
2006-ban megválasztották az Év Autójának, így a Clio lett az első autó, ami kétszer nyerte el a díjat; riválisát, a Volkswagen Passat-ot mindössze 5 ponttal győzte le. A díjért járó trófeát 2006 januárjában vette át a Renault cég igazgatója egy olaszországi rendezvényen, melyet az "Auto Magazine" című folyóirat rendezett.
A harmadik generációs Clio 2006 júniusában induló franciaországi eladásait 23 000 €-s áron nyitotta.

## Külső hivatkozások
- Teszt: Renault Clio I 1.4 RT a Totalcaron
- Renault Clio.lap.hu – linkgyűjtemény